# Hans Dieter Trayer
Hans Dieter Trayer, auch bekannt als Dieter Traier bzw. Hans Dieter Traier (* 15. Februar 1941 in Pforzheim) ist ein deutscher Schauspieler und Schauspiel-Coach.

## Leben
Nach seiner dreijährigen Schauspiel-Ausbildung gab Trayer sein Debüt 1964 am Staatstheater Hannover, wo er bis 1968 zum Ensemble gehörte. Rollen dort waren u. a. Johnny in O’Caseys Juno und der Pfau, Ajaxerle in Der Bauer als Millionär und Joey in Pinters Die Heimkehr.
1969 spielte er an den Wuppertaler Bühnen als Tiny in David Rudkins Vor der Nacht und Borachio in Viel Lärm um nichts. 1970/71 spielte er an den Hamburger Bühnen: Ernst Deutsch Theater, Hamburger Kammerspiele und am Deutschen Schauspielhaus Hamburg. 1971 bis 74 gehörte er den Bühnen der Stadt Köln an und war dort u. a. 1972 als Minard in Balzacs Das Finanzgenie zu sehen.
1975/76 war Trayer bei den Münchner Kammerspielen verpflichtet, 1977 beim Bayerischen Staatsschauspiel und 1978/79 beim Schauspielhaus Düsseldorf. Seither ist er freischaffend.
In den 1970er Jahren war er in mehreren Fernsehfilmen zu sehen, sowie in Gastrollen bei den Serien SOKO 5113 (9 Folgen) und Der Millionenbauer. Bekannt wurde er als Paul in Wim Wenders’ Im Lauf der Zeit (1976). Zwischen 1971 und 2009 spielte er siebenmal in Folgen der Reihe Tatort. In den 1980er und 1990er Jahren sah man ihn vor allem in Fernsehrollen: Ein unruhiger Sommer, Der Fahnder, Beinah Trinidad, Ein Fall für zwei, Lenz oder die Freiheit, Die schnelle Gerdi, Die Gerichtsreporterin, Anna, Simple Wish, Schande, Die Kommissarin, Segel der Liebe, Sturmjahre, Damals warst du still, Mama und der Millionär, Ein Hund für alle Fälle u. v. a.
1987 gründete Trayer die Schauspielschule Schauspiel München, die er sechs Jahre leitete. In München ist er vor allem als Theaterschauspieler bekannt, u. a. als Vater in der Vinterberg-Adaption Das Fest (2003).
Von 1993 bis 1997 lebte und arbeitete er in New York und spielte dort Shakespeare und Strindberg auf der Bühne.
Seit Ende der 90er Jahre und nach 2000 teilt er sich seine Arbeit beim Film/Fernsehen und Theater, auch arbeitet er als Schauspiel-Coach und führt Regie.

## Theaterengagements
Staatstheater Hannover – Bühnen der Stadt Wuppertal – Ernst-Deutsch-Theater, Hamburg – Kammerspiele Hamburg – Deutsches Schauspielhaus Hamburg – Städtische Bühnen Köln – Ruhrfestspiele Recklinghausen – Münchner Kammerspiele – Residenztheater München – Düsseldorfer Schauspielhaus – Circle Repertory Company, NY – Harold Clurman Theatre, NY – Buchman Hall Theatre, NY –
Tournee-Theater Landgraf – Tournee Neue Schaubühne – Metropoltheater München

## Filmografie (Auswahl)
- 1970: Der Pott (Fernsehfilm)
- 1970: Das gelbe Haus am Pinnasberg
- 1971: Mit achtzehn (TV-Film)
- 1971: Tatort – Auf offener Straße
- 1971: Tatort – Blechschaden
- 1973: Frühbesprechung (Serie)
- 1974: Jodeln is ka Sünd
- 1974: Der Macher oder Warten auf Godot (Fernsehfilm)
- 1975: Im Lauf der Zeit
- 1975: Lobster (TV-Serie)
- 1975: Heirat auf Befehl (TV-Film)
- 1975: Tatort – Schöne Belinda
- 1976: Vier gegen die Bank (TV-Film)
- 1976: Eurogang – Der Helfer (Reihe)
- 1977: Brudermord (TV-Film)
- 1978: SOKO 5113 (TV-Serie, Folge 1–9)
- 1979: Un-Ruhestand – Geschichten vom Älterwerden
- 1979: Der Millionenbauer (TV-Serie)
- 1980: Bäume ausreißen (TV-Film)
- 1980: Ein unruhiger Sommer (TV-Film)
- 1981: Tatort – Nebengeschäfte
- 1981: Lisa und der wilde Flieger
- 1981: Beim Bund (Fernsehserie)
- 1982: Anderland (TV-Serie)
- 1982: Beim Bund (TV-Serie)
- 1982: Ungleicher Lohn (TV-Film)
- 1982: Krieg und Frieden
- 1983: Köberle kommt (TV-Serie)
- 1983: Kerbels Flucht (TV-Film)
- 1983: Vom Webstuhl zur Weltmacht (TV-Mehrteiler)
- 1984: Die Krimistunde (Fernsehserie, Folge 9, Episode: "2 Zehntel")
- 1984: Der Fehler des Piloten (TV-Film)
- 1985: Ein Fall für zwei (TV-Serie)
- 1985: Der Fahnder (TV-Serie)
- 1985: Beinah Trinidad (TV-Film)
- 1985: Die Krimistunde (Fernsehserie, Folge 17, Episode: "Eine Faust voll Geld")
- 1985: Lenz oder die Freiheit (TV-Mehrteiler)
- 1985: Polizeiinspektion 1 (TV-Serie)
- 1986: Kommissar Zufall (TV-Serie)
- 1986: Tod in der Waschstraße
- 1986: Ein Fall für zwei (Fernsehserie, Folge 41, Episode: "Schwind paßt auf")
- 1987: Hans im Glück
- 1987: Der Stadtbrand (TV-Film)
- 1988: Tatort – Sein letzter Wille
- 1989: Die schnelle Gerdi (TV-Serie)
- 1993: Anna – Im Banne des Bösen (TV-Film)
- 1994: Die Gerichtsreporterin (TV-Serie)
- 1996: Der Fall Lebach (TV-Film)
- 1997: Polizeiruf 110 – Feuer! (TV-Reihe)
- 1997: Forsthaus Falkenau (TV-Serie)
- 1997: A Simple Wish – Der Zauberwunsch
- 1997: Die Bubi-Scholz-Story (TV-Mehrteiler)
- 1998: Dr. Stefan Frank – Der Arzt, dem die Frauen vertrauen (TV-Serie)
- 1998: Die Kommissarin (TV-Serie)
- 1999: Auf eigene Gefahr (TV-Reihe)
- 1999: Schande (TV-Film)
- 1999: Ein Fall für zwei (TV-Serie)
- 2000: Die Affäre Semmeling (TV-Mehrteiler)
- 2000: Tatort – Bienzle und der heimliche Zeuge (TV-Reihe)
- 2000: Schlosshotel Orth (TV-Serie)
- 2001: Ein Hund für alle Fälle (TV-Film)
- 2001: Wenn die Liebe verloren geht (TV-Film)
- 2003: Mama und der Millionär (TV-Film)
- 2004: Damals warst du still (TV-Film)
- 2004: Um Himmels Willen (TV-Serie)
- 2004: Rosamunde Pilcher – Segel der Liebe (TV-Film)
- 2005: Barbara Wood – Sturmjahre (TV-Film)
- 2006: Unter Verdacht – Das Geld anderer Leute (TV-Film)
- 2012: Die Rosenheim-Cops – Anruf für eine Leiche
- 2012: Heiter bis tödlich: Hubert und Staller (TV-Serie)
- 2012: Rote Rosen (TV-Serie)
- 2014: SOKO Kitzbühel (TV-Serie)
- 2015: SOKO München (TV-Serie)
- 2018: Um Himmels Willen (TV-Serie)